# Winona State University
Winona State University, WSU, är ett delstatligt universitet i Winona i Winona County i delstaten Minnesota i USA.
WSU grundades 1858 som First State Normal School of Minnesota. Efter fyra namnbyten heter universitetet sedan 1975 Winona State University. Den ingår i utbildningssystemet Minnesota State Colleges and Universities system.

## Kända alumner
- Austin Aries, wrestlare
- Michele Bachmann, politiker